# Atriplex watsonii
Atriplex watsonii är en amarantväxtart som beskrevs av Aven Nelson och LeRoy Abrams. Atriplex watsonii ingår i släktet fetmållor, och familjen amarantväxter. Inga underarter finns listade i Catalogue of Life.